# 杨食我
杨食我（？—前514年），姬姓，羊舌氏，名食我，字伯石，又作羊舌食我、杨石，中国春秋时期晋国的大夫。他是羊舌肸（字叔向）的儿子，他的母亲是巫臣和夏姬的女儿。
杨食我出生时，伯华（羊舌叔譽长兄）之妻告诉婆婆。羊舌叔譽的母亲到达产房外，听到了杨食我的哭声，说：“是豺狼之声也，狼子野心。非是，莫丧羊舌氏矣。”
他和祁盈交好。祁盈的族人祁胜与邬臧换妻通奸。祁盈要治祁胜的罪，祁胜贿赂荀躒。荀躒向晋顷公说祁盈的坏话。祁盈还是杀了祁胜与邬臧。前514年，晋顷公杀祁盈，杨食我作为祁盈的同党也被处死，祁氏、羊舌氏被灭。
叔向子孫逃入華山仙谷，遂居華陰弘农。就是弘农杨氏的始祖。